# Auguste Prou-Gaillard
Auguste Louis Dominique Prou-Gaillard, né à Marseille le 6 octobre 1826 où il est mort le 5 mai 1915, est un économiste français.
Il est l'arrière petit-fils de Jean Baptiste Cazimir Prou-Gaillard et le fils de Dominique Prou-Gaillard (1804-1869), négociant en huiles et membre de la Société de statistiques de Marseille. Il fait ses études à Paris, à l'école des Carmes. C'est dans ce milieu que prend naissance son intérêt pour la science sociale, et pour tous les problèmes qui touchent à la place de l'église dans le monde contemporain.

## Premiers écrits
De retour à Marseille, il entre dans le commerce avec son père. Mais son goût le porte plutôt vers les études littéraires et la magistrature.
En 1845, il participe à Marseille à un congrès scientifique, dont il est le plus jeune adhérent. Il n'hésite cependant pas à traiter une question mise à l'ordre du jour : les causes des rapports de bienveillance qui unirent les républiques de Marseille et de Rome. Ce rapport fera l'objet de sa première publication, dans un volume du congrès.
En 1846, il est reçu membre de la Société de statistique, après avoir présenté un travail intitulé "De l'individualisme dans l'Antiquité".
Âgé de 20 ans seulement, il épouse le 10 août 1847 Anne Françoise Carle, âgée de 17 ans, fille de Jean Joseph Carle, officier de marine, et de Marie Anne Chabaud. Ensemble, ils auront 15 enfants, entre 1848 et 1867.
Il est nommé juge au tribunal de commerce de Marseille en 1863. Il le restera jusqu'en 1871.
En 1867, il publie dans "Le Courrier de Marseille" une étude intitulée "Essai sur l'histoire du travail, du principe d'association, et sur leur application, de nos jours, dans les sociétés coopératives". Il donne également des conférences remarquées, sur "L'école de le Play", sociologue en vogue à l'époque, ou sur "La souffrance dans l'humanité".

## Engagement politique
Le 24 janvier 1874, le Parlement vote la "loi des maires". Dorénavant, sur décision du "gouvernement d'ordre moral" dirigé par Albert de Broglie, les maires des grandes villes et leurs adjoints ne sont plus élus au suffrage universel, mais nommés par l’État. Ainsi, le maire de Marseille élu, Marius Isoard, républicain convaincu se voit révoqué par le gouvernement. Il est remplacé, le 28 février 1874, par le conservateur Augustin Rabatau.
Par décret du Président de la République Patrice de Mac Mahon, le Conseil municipal est dissous le 1er février 1875, et remplacé par une Commission municipale. Le 21 janvier 1875 Jacques de Tracy, Préfet des Bouches-du-Rhône, désigne la nouvelle Commission municipale. Auguste Prou-Gaillard, ami du duc de Broglie, en fait partie. Il est nommé membre des commissions Travaux et Sciences et Arts. Toujours par décret du Président, il est nommé adjoint délégué aux Sciences et Beaux-Arts le 20 février. Il aura également à sa charge les visas et légalisations et le bureau militaire.
À cette époque, on lui propose de recevoir la Légion d'honneur, mais il refuse, pour ne pas être décoré avant "son" maire, Augustin Rabatau.
Le 29 avril, il fait voter en conseil la création de cinq bibliothèques populaires, dans différents quartiers de Marseille. Le 16 août de la même année, il présente en conseil municipal un rapport proposant la transformation de l'école préparatoire de médecine et de pharmacie en école de plein exercice; rapport qui sera adopté et qui sera validé par décret ministériel dès fin août. En décembre, il est nommé président de la commission des sciences et arts.
Jean-Baptiste Maglione succède à Rabatau le 24 décembre 1876, qui sera lui-même remplacé par Antoine de Jessé-Charleval, en juillet 1877. Après avoir été pressenti comme maire possible, Auguste Prou-Gaillard devra finalement lui aussi quitter ses fonctions,. Entre-temps, le 15 janvier 1877, il sera nommé Officier d'Académie.

## Les troubles de Marseille
Le 6 janvier 1878, Jean-Baptiste Maglione redevient maire de Marseille. Poussé par les républicains, il prend un arrêté interdisant les processions sur les voies publiques, et un autre ordonnant que la statue de Monseigneur de Belsunce, "héros" de la grande peste de 1720, soit retirée de la voie publique, pour être réinstallée dans une église.
Le jour de la fête du Sacré-cœur, le 28 juin au matin, les catholiques organisent un rassemblement devant ladite statue, qui comptera plusieurs milliers de personnes avec, parmi ses leaders, René Édouard Marie Comte des Isnards, Fernand de Fonscolombe et Auguste Prou-Gaillard. Une fois la foule dispersée par la police, les organisateurs décidèrent de se retrouver à 17h. Mis au courant, le Préfet signa un arrêté interdisant tout regroupement. Mais les catholiques décidèrent de passer outre, et se retrouvèrent face-à-face avec les républicains, qui eux, soutenaient le maire et le préfet. Très vite, les échauffourées commencèrent, et il s'ensuivit de violentes bagarres, et trois jours de troubles dans la ville.
Ce fut ainsi le cas le 30 juin, jour de fête nationale. Et le lendemain, 1er juillet, l'adjoint au maire Paul Peytral se verra assailli, expulsé du palais de la Bourse par les cléricaux, et grièvement blessé. C'est à ce moment-là que furent arrêtés messieurs René des Isnards, Stephen de Lumley-Woodyear, Édouard Chaix-Bryan, consul de l'Équateur, et Jules Prou-Gaillard (1857-1916), fils d'Auguste, tous membres du parti légitimiste,. Ils seront jugés pour injures, coups et blessures à un magistrat. À l'exception du comte des Isnards, condamné à cent francs d'amende, après avoir fait 18 jours de préventive, tous seront acquittés,,. Ces troubles entraîneront la démission de J.-B. Maglione le 11 juillet 1878.

## Retour à l'écriture
Auguste Prou-Gaillard est nommé officier d'Académie par arrêté du ministre de l'instruction publique, le 15 janvier 1877.
Il est nommé le 5 mai 1881 Commandeur de l'Ordre de Saint Grégoire le Grand.
Le 1er décembre 1883, il est nommé Vice-consul du Paraguay. Il le restera jusqu'en 1887.
En 1890, il publie La France extérieure. Colonisation politique et morale, ouvrage dans lequel il développe l'idée que la France a eu un rôle positif dans la colonisation, dans la mesure où elle s'appuyait sur la foi chrétienne, et qu'elle ne pourrait plus tenir ce rôle si elle abandonnait cette foi.

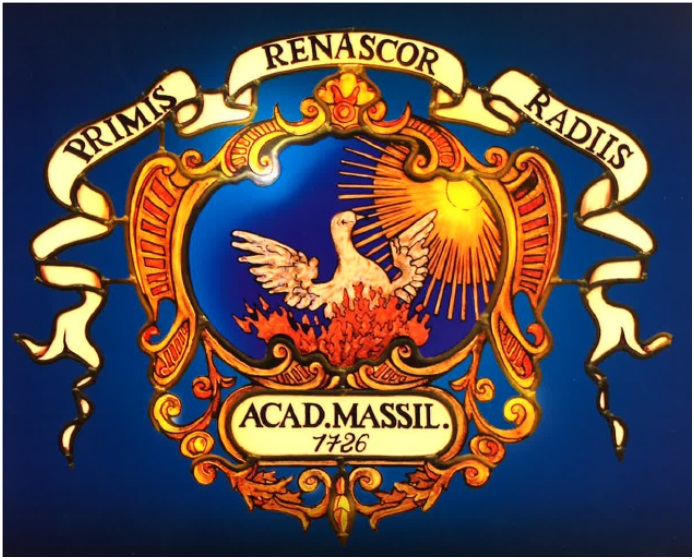
Emblème de l'Académie de Marseille

Le 17 mars 1892, il est élu à l'Académie des Sciences, Belles Lettres et Arts de Marseille, en classe des Sciences, fauteuil 20. Il passe dans la classe des Lettres le 2 février 1893, fauteuil 30. Il sera nommé Directeur de l'académie en 1896. Durant cette période, certaines de ces interventions ont l'honneur d'être publiées, parmi lesquelles :
En 1896, Jules Simon à l’École normale (1833-1834). Lettres intimes de la vingtième année. Adressées à un ami intime, (ces lettres) présentent la genèse du haut spiritualisme dont s'est toujours inspiré le philosophe, le moraliste, le politique, dans les phases diverses de sa carrière...
En 1903, La Femme française, un idéal menacé. En France, le féminisme n'eut jamais ce caractère frondeur sous lequel il nous apparaît.
En 1905, Une esquisse : Du patrimoine moral de l'humanité. Groupons-nous donc avec amour autour de cette vieille morale qui vivifie la société...
Vers la fin de sa vie, il sera nommé membre associé régional de l'Académie des Sciences, Agriculture, Arts et Belles Lettres d'Aix-en-Provence. En 1914, il devient Officier d'Académie.
Il meurt à l'âge de 88 ans, le 5 mai 1915.
À l'occasion de sa réception à l'Académie, Auguste Rondel, élu en 1918 sur le fauteuil 30 d'A. Prou-Gaillard, fera son éloge en citant notamment son propre discours de réception, dans lequel "il annonçait son but de dévoiler avec sincérité, sans parti pris, sans préjugés surannés, les erreurs qui ont compromis notre civilisation, les ombres qu'elle cache sous son éblouissant manteau, et enfin les espérances que certains phénomènes moraux de la fin de ce siècle lui permettaient de concevoir."